# Dolina pod Czerwoną Glinką
Dolina pod Czerwoną Glinką (niem. Liebseifental, słow. Dolina Milého potoka, węg. Kedves-pataki-völgy) – górna boczna odnoga Doliny Czarnej Rakuskiej w słowackich Tatr Bielskich. Słowacy dla całej doliny stosują nazwę Dolina Siedmych prameňov.
Dolina pod Czerwoną Glinką opada spod Przełęczy nad Czerwoną Glinką (1389 m) w kierunku północno-wschodnim i uchodzi do Doliny Czarnej Rakuskiej na wysokości około 1050 m. Orograficznie lewe zbocza doliny tworzy Rakuski Grzbiet i jego odnoga – Smrekowy Dział oddzielający ją od Doliny do Siedmiu Źródeł. Zbocza prawe tworzy Ryniasowy Dział oddzielający ją od Doliny Czarnej Huczawy. Dnem doliny płynie potok Luba Woda.
Dolinę pod Czerwoną Glinką porasta las lub kosodrzewina. Znajduje się w niej stromy, porośnięty lasem grzbiet zwany Małym Działem. Dzieli on dolinę na dwie części. Przez całą długość doliny prowadzi z Zadniej Dziury na Przełęcz nad Czerwoną Glinką dobrze utrzymana droga, wyżej przechodząca w wyciętą w kosodrzewinie ścieżkę. Na północny zachód odgałęzia się od niej druga wycięta w kosodrzewinie ścieżka. Prowadzi w kierunku znakowanego szlaku turystycznego od Schroniska pod Szarotką do Doliny Białych Stawów. Kończy się jednak w bujnych zaroślach kosodrzewiny około 50 m przed tym szlakiem. Dla turystów cała Dolina pod Czerwoną Glinką to zamknięty obszar ochrony ścisłej Tatrzańskiego Parku Narodowego.
Polska nazwa doliny pochodzi od znajdującego się w jej lewym zboczu stoku Czerwona Glinka, niemiecka i słowacka od płynącego jej dnem potoku Luba Woda. Dawniej w dolinie prowadzono prace górnicze. Od niemieckiej nazwy szybu lub sztolni (schacht) pochodzi dawna niemiecka nazwa doliny – Schächtengrund.